# Скарлет Пімпернел
«Червоний Пімпернел» — перший роман із серії романів історичної фантастики баронеси Орці, опублікований у 1905 році. Вона була написана після того, як в Лондоні довго демонструвалася її п'єса під тією ж назвою (у співавторстві з Монтегю Барстоу), після того, як була показана в Ноттінгемі в 1903 році.
Дія роману розгортається під час панування терору після початку Французької революції. Назва — це псевдо головного героя, шляхетного англійця, який рятує аристократів перед тим, як їх відправлять на гільйотину. Сер Персі Блейкіні веде подвійне життя: на вигляд не більше ніж заможний фоп, але насправді — грізний фехтувальник і спритний майстер маскування та втечі. Група джентльменів, які допомагають йому, єдині, хто знає про його таємницю. Він відомий своїм символом, простою квіткою, червоними курячими очками (Скарлет Пімпернел — Anagallis arvensis).
Відкрившись у Новому театрі в лондонському Вест-Енді 5 січня 1905 року, п'єса стала улюбленою британською публікою, згодом було зіграно понад 2000 вистав і стала одним із найпопулярніших вистав, що ставилися в Лондоні. Опублікований після успіху п'єси, роман мав негайний успіх, здобувши Орчі читачів у Великій Британії та решті світу. Сценічна п'єса та подальший роман із їхнім героєм і лиходієм були настільки популярні, що надихнули на відродження класичного лиходійства того часу.
Ідея Орчі про сміливого героя, таємна особистість якого ховається за  лагідністю чи неефективністю, виявилася стійкою. Зорро, Доктор Син, Тінь, Павук, Фантом, Супермен і Бетмен вийшли впродовж кількох десятиліть, і сьогодні цей троп залишається популярним у серіалах. Прочитаний Стеном Лі в дитинстві, співавтор Marvel назвав «Скарлет Пімпернел» «першим персонажем, якого можна назвати супергероєм».

## Короткий зміст сюжету
У 1792 році, на ранньому етапі Французької революції, Маргеріт Сен-Жюст, красива французька актриса, виходить заміж за багатого англійського фопа, сера Персі Блейкіні, баронета. Перед одруженням Маргеріт помстилася маркізу де Сен-Сіру, який наказав побити її брата за його романтичний інтерес до дочки маркіза, внаслідок чого маркіз і його сини були гільйотиновані. Коли про це дізнався Персі, він віддалився від своєї дружини. Маргеріт, зі свого боку, розчарувалася в денді-стилі Персі.
Тим часом у порятунку своїх французьких колег від щоденних страт часів правління терору бере участь «Ліга Скарлет Пімпернел», таємне товариство двадцяти англійських аристократів, «один командує, і дев'ятнадцять підкоряються». Їхній ватажок, таємничий Скарлет Пімпернел, бере свій бойовий псевдонім від маленької придорожньої червоної квітки, яку він малює на своїх посланнях. Попри те, що про нього говорять у лондонському суспільстві, лише його послідовники та, можливо, принц Валійський знають справжню особу Пімпернела. Як і багато інших, Маргеріт захоплена сміливими подвигами Пімпернела.
Сер Персі Блейкіні, баронет (С.12)
На балу, відвіданому Блейкіні, вірш Персі про «невловимого Пімпернела» миттєво має успіх. Але Маргеріт шантажує громадянин Шовелін, новий хитрий французький посланник в Англії: агенти Шовеліна викрали листа, який доводить, що її коханий брат Арман перебуває в союзі з Пімпернелами. Шовелін пропонує обміняти життя Арманд на її допомогу проти Пімпернела. Зневажливо ставлячись до свого, здавалося б, безглуздого і нелюблячого чоловіка, Маргеріт не звертається до нього за допомогою чи порадою. Натомість вона передає інформацію, яка дозволяє Шовеліну дізнатися справжню особу Пімпернела.

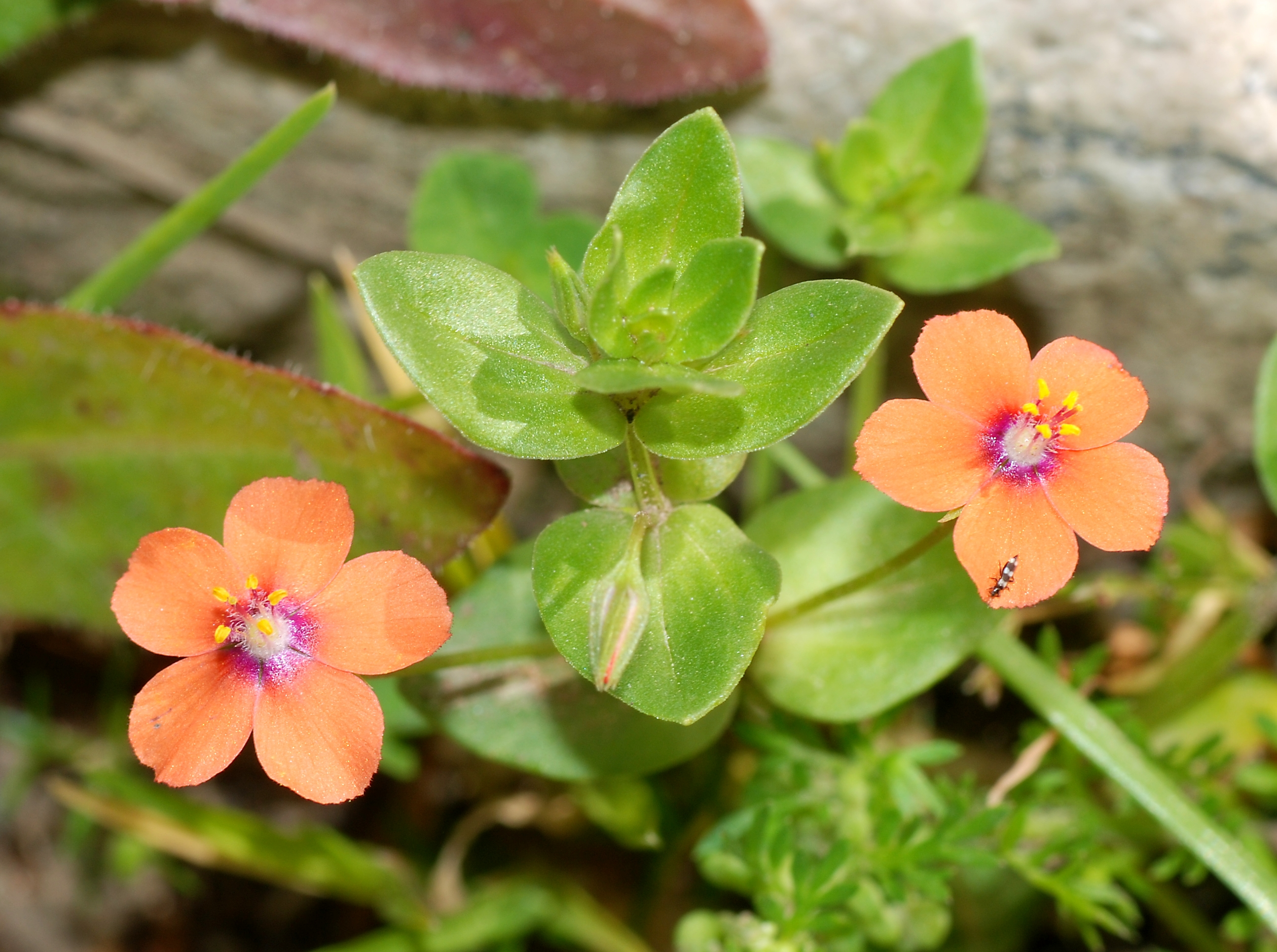
Червоні курячі очки (Скарлет Пімпернел, Anagallis arvensis), які однойменний герой залишає після свого єї активності

Пізніше тієї ночі Маргеріт нарешті розповідає чоловікові про жахливу небезпеку, яка загрожує її братові, і благає його про допомогу. Персі обіцяє врятувати його. Після того, як Персі несподівано їде до Франції, Маргеріт з жахом (і водночас із задоволенням) дізнається, що він і є Пімпернел. Він сховався за персоною простакуватого, тупого дурня, щоб обдурити світ. Він не сказав про це Маргеріт, бо боявся, що вона може зрадити його, як вона зрадила маркіза де Сен-Сіра. Зневірившись врятувати свого чоловіка, вона вирішує переслідувати Персі до Франції, щоб попередити його, що Шовелен знає його особу та його мету. Вона вмовляє сера Ендрю Ффолкеса супроводжувати її, але через приплив і погоду ні вони, ні Шовелін не можуть негайно виїхати.
У Кале Персі відкрито наближається до Шовеліна в Chat gris, занедбаному трактирі, власник якого отримує плату від Персі. Попри всі зусилля Шовелена, англієць втікає, запропонувавши Шовеліну щіпку нюхального тютюну, який виявився чистим перцем. Завдяки сміливому плану, реалізованому прямо під носом у Шовелена, Персі рятує брата Маргеріт Армана та графа де Турне, батька шкільної подруги Маргеріт. Маргеріт переслідує Персі до самого кінця, вирішуючи або попередити його, або розділити його долю. Персі, сильно замаскований, потрапляє в полон до Шовеліна, який не впізнає його, тому йому вдається втекти.
Завдяки підтвердженій любові та мужності Маргеріт запал Персі знову розпалюється. Безпечно повернувшись на борт своєї шхуни «Денна мрія», щасливо помирена пара повертається до Англії. Сер Ендрю одружується з донькою графа Сюзанною.

## Персонажі

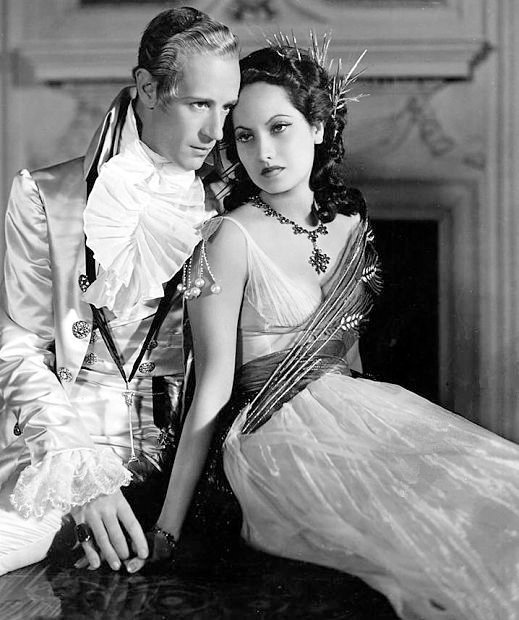
Леслі Говард у ролі сера Персі Блейкіні з Мерл Оберон у ролі леді Блейкіні у фільмі «Скарлет Пімпернел» (1934)

- Сер Персі Блейкіні: це багатий англійський баронет, який рятує людей, засуджених до смерті на гільйотині. Невдовзі він виявляє, що є майстром маскування, творчим планувальником, грізним фехтувальником і кмітливим художником-рятівником. З кожним порятунком він кепкує над своїми ворогами, залишаючи за собою картку, на якій зображена маленька квітка — червоні курячі очки (Скарлет Пімпернел). Таким чином, особистість Скарлетного Пімпернела стає темою широкого суспільного інтересу, а сам герой стає об'єктом міжнародного полювання з боку французької революційної влади. Щоб приховати свою справжню особу, сер Персі представляє себе в повсякденному житті туподумним, дурним плейбоєм. Його таємницю зберігає група друзів, знана як «Ліга Скарлет Пімпернел». Ліга діє як таємна команда в реалізації планів порятунку сера Персі.
- Маргеріт Блейкіні, уроджена Сен-Джуст: вона одружена з сером Персі. Вона вражає лондонську спільноту своєю красою, стилем та інтелектом. Вона була актрисою в Парижі, де проводила салони для обговорення проблем дня. Вона не була аристократкою у французькому суспільстві.
- Арман Сент-Жюст: старший брат Маргеріт, який виховував її після смерті батьків. Він джентльмен і республіканець у Франції, але його погляди на вбивство аристократії не відповідають часу.
- Громадянин Шовелін: нещодавно призначений посланник до Англії від Революційної Франції. Він шукає Скарлета Пімпернела, який дозволяє аристократам уникнути своєї долі під новим режимом.
- Сер Ендрю Ффолкс: друг сера Персі, який допомагає Маргеріт, коли вона усвідомлює свою помилку. Він закохується в емігрантку, дівчину, яка вчилася з Маргарит у школі.
- Сюзанна: донька графа де Турне, також друга Маргарити; вона є любов'ю сера Ендрю Ффолкса.

## Літературне значення
—Пітер Ройстон.
Головний персонаж, сер Персі Блейкіні, багатий англійський фоп, який перетворюється на грізного фехтувальника та спритного художника-рятівника, створив «героя з таємною ідентичністю» в популярній культурі, троп, який можна буде побачити в наступних літературних творах, який створили Дон Дієго де ла Вега (Зорро), Кент Аллард/Ламонт Кренстон (Тінь), Кларк Кент (Супермен) і Брюс Вейн (Бетмен). Скарлет Пімпернел демонструє характеристики, які стали б стандартними умовностями супергероя, включаючи схильність до маскування, використання фірмової зброї (меча), здатність перехитрити своїх супротивників і перехитрити його, а також візитну картку (він залишає за собою квітку на кожному місці своєї активності). Привертаючи увагу до свого альтер-его, Блейкіні ховається за своїм публічним обличчям повільно мислячого, чудернацького плейбоя, а також засновує мережу прихильників, Лігу Скарлет Пімпернел, яка допомагає його починанням. Сюжетний прийом із «Пімпернела», який також використовують деякі супергерої, — це фальшивий "любовний трикутник", де жінка розривається між потягом до свого стриманого чоловіка та лихим героєм — хоча насправді вони одна і та ж особа. Співавтор Marvel Стен Лі сказав: «Скарлет Пімпернел був першим супергероєм, про якого я читав, першим персонажем, якого можна назвати супергероєм».
Вважається, що популярний успіх роману оснований на міфі про героя-аристократа з подвійним життям, а також історії кохання та конфлікту вірності. Дуган каже, що «за перуками та мереживними манжетами Мехелена ховається довговічна людська історія кохання, непорозумінь, конфлікту відданості, сміливої хоробрості та драматичного подвійного життя» і це головна частина незмінної популярності історії. Ще один аспект — «англійчість» героя в епоху, коли Британська імперія почала скорочуватися.

## Історичні алюзії
Як письменниця, Орчі часто посилалася на історичні події та постаті, але вільно адаптувала їх, створюючи свої казки.
Громадянин Шовелін, повторюваний лиходій із серіалу «Скарлет Пімпернел», певною мірою оснований на реальному Бернарі-Франсуа, маркізі де Шовеліні, який пережив період революції, щоб служити чиновником при Наполеоні. Він був відомим ліберальним депутатом під час Реставрації Бурбонів.
Інші історичні постаті, які з'являються в серії Пімпернела Орчі, включають:
- Максиміліан Робесп'єр
- Луї Антуан Сен-Жуст
- Жан-Ламбер Тальєн
- Тереза Тальєн
- Жорж Дантон
- Франсуа Шабо
- Фабр д'Еглантін
- Принц Валлійський
- Клод Базар
- Жан, барон де Батц
- Жан-Поль Марат
- Поль Баррас
- Жорж Кутон
- Бертран Баєр
- Елеонора Дюпле
- Колло д'Ербуа

## Публікації

### Первинна публікація

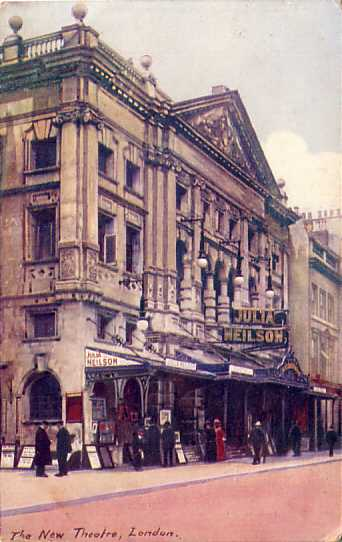
Листівка Нового театру Вест-Енду 1905 року з вивісками для Джулії Нейлсон (яка зіграла леді Блейкі) у фільмі «Скарлет Пімпернел»

Орчі написала оригінальний рукопис для «Скарлет Пімпернел» за п'ять тижнів під час, за її словами, «найщасливішого періоду її життя». Його відхилили більшість видавництв Лондона, попри її попередні успіхи з її детективами, насамперед «Старий у кутку», який вперше з'явився в The Royal Magazine у 1901 році в серії з шести «Таємниць Лондона». Зрештою друг зв'язав Орчі з акторами Фредом Террі та Джулією Нейлсон, які хотіли нову романтичну драму. «Скарлет Пімпернел» був поставлений і адаптований Нейлсоном і Террі, і вистава була показана 15 жовтня 1903 року в Королівському театрі Ноттінгема, але вона не мала успіху. Террі, однак, довірився п'єсі і, переписавши останню дію, перевіз її до лондонського Вест-Енду, де 5 січня 1905 року вона відбулася в Новому театрі. Прем'єра лондонської постановки була захоплено сприйнята глядачами, але критики визнали виставу «старомодною». Попри негативні рецензії, п'єса стала популярною, її показали 122 вистави та неодноразово повторювали. «Скарлет Пімпернел» став улюбленцем лондонської публіки, витримавши понад 2000 показів і став одним із найпопулярніших шоу, що ставляться у Сполученому Королівстві. П'єса (і подальший роман) з її героєм і лиходієм були настільки популярні, що надихнули на відродження класичного злодійства того часу.
Роман «Скарлет Пімпернел» був опублікований через два роки після прем'єри п'єси і одразу мав успіх. Орчі здобула читачів у Великій Британії та в усьому світі. Популярність роману спонукала її протягом наступних 35 років написати кілька продовжень для свого «нерозважливого сміливця». П'єса була поставлена з великим визнанням у Франції, Італії, Німеччині та Іспанії, а роман був популярний у колишній Британській імперії та перекладений на 16 мов. Згодом ця історія була адаптована для телебачення, кіно, мюзиклу та інших медіа.

Комерційний успіх «Скарлет Пімпернел» дозволив Орчі та її чоловікові жити в розкоші. Протягом багатьох років вони жили в маєтку в Кенті, у гамірному лондонському будинку та розкішній віллі в Монте-Карло. Задумуючи персонажа, стоячи на платформі лондонського метро, Орчі написала у своїй автобіографії «Ланки ланцюга життя» :
Мені так часто ставили запитання: «Але як ви прийшли до думки про „Скарлет Пімпернел“?» І моя відповідь завжди була: «На це була воля Божа». А вам, сучасним, хто, можливо, не вірить так, як я, я скажу: «У ланцюзі мого життя було так багато ланок, усі вони прагнули привести мене до здійснення моєї долі».

### Продовження
Орчі написала численні продовження, жодне з яких не стало таким відомим, як «Скарлет Пімпернел». Багато сиквелів розповідають про французьких персонажів, яких сер Персі зустрів і намагається врятувати. Його послідовники, такі як лорд Тоні Дьюхерст, сер Ендрю Ффолкс, лорд Гастінгс і Арман Сент-Джуст (брат Маргеріт), також грають головні ролі.
На додаток до прямих продовжень про сера Персі та його лігу, пов'язані книги Орчі включають «Кавалера, що сміється» (1914) та «Перший сер Персі» (1921), про предка Пімпернеля; «Пімпернел і Розмарі» (1924), про нащадка; і «Скарлет Пімпернел дивиться на світ» (1933), зображення світу 1930-х років з точки зору сера Персі.
Деякі з її романів, не пов'язаних із революційним періодом, згадують «Скарлет Пімпернел» або «Лігу», особливо «Бронзовий орел» (1915).

### Романи
- Скарлет Пімпернел (1905)
- Я відплачу (1906)
- Невловимий Пімпернел (1908)
- Ельдорадо (1913)
- Дружина лорда Тоні (1917)
- Тріумф Скарлета Пімпернела (1922)
- Сер Персі завдає удару у відповідь (1927)
- Дитина революції (1932)
- Шлях Скарлета Пімпернела (1933)
- Сер Персі очолює банду (1936)
- Мам'зель Гільйотина (1940)

### Збірки оповідань
- Ліга Скарлета Пімпернела (1919)
- Пригоди Скарлета Пімпернела (1929)

### Омнібусні видання
- Скарлет Пімпернел тощо (1930) збірка чотирьох романів
- Галантний Пімпернел (1939) збірка чотирьох романів
- Збірка чотирьох романів Омнібус Скарлета Пімпернела (1952).

### Схожі книги
- Кавалер, що сміється (1913) (про предка багряного пернача)
- Перший сер Персі (1920) (про предка Скарлета Пімпернела)
- Пімпернел і Розмарі (1924) (про нащадка Скарлета Пімпернела)
- Скарлет Пімпернел дивиться на світ (1933) (Сер Персі дивиться на світ у 1930-х роках)

## Члени Ліги
«Життя та подвиги Скарлета Пімпернела», вигадана біографія Персі Блейкіні, опублікована в 1938 році, містить імена дев'ятнадцяти членів Ліги Скарлета Пімпернела.
- Перші дев'ять членів Ліги або засновників, які сформували партію 2 серпня 1792 року: сер Ендрю Ффолкс (другий у командуванні), лорд Ентоні Дьюгерст, лорд Едвард Гастінгс, лорд Джон Батерст, лорд Стоумаріс, сер Едвард Маккензі, сер Філіп Ґлайнд, лорд Сейнт Деніс і сер Річард Ґалвестон.
- Десять членів, зареєстрованих у січні 1793 року: сер Джеремія Воллескорт, лорд Кулмстед, лорд Джордж Феншов, Ентоні Голт, Джон Гастінгс (двоюрідний брат лорда Едварда), лорд Еверінгем, сер Джордж Віґор, Барт, шановний Сент-Джон Девінн, Майкл Барстов з Йорка і Арман Сен-Жюст (брат Маргеріт).

Троє членів Ліги зрадили свою присягу на вірність:
- У оповіданні «Зрадник» у «Лізі Скарлета Пімпернела» в листопаді 1793 року, супроводжуючи Лігу на місії порятунку «деяких жінок із сім'ї покійної нещасної Марії Антуанетти: служниць і вірних слуг, безжально засуджених на смерть за своє ніжна прихильність до королеви-мучениці», лорд Кулмстед спокушає молоду дівчину, щоб вона допомогла влаштувати пастку для Скарлета Пімпернела, але Пімпернел втікає, а нерозкаяного Кулмстеда схоплюють і відправляють до Парижа (імовірно, для суду та страти).[13] В епізоді радіосеріалу «Зрадник» (30 листопада 1952 року) Кулмстед намагається зрадити Лігу, коли його застрелив і вбив член Ліги Роберт Кент.[14]
- Зрада Сент-Джона Девінна щодо сера Персі є важливою частиною роману «Сер Персі очолює банду», але пізніше Девінн шкодує про свої вчинки та розкаюється, а сер Персі прощає його зраду. Хоча його зрада ніколи не розкривається іншим членам Ліги, натякають, що, щоб відновити втрачену честь, він приєднається до британської армії, коли Англія та Франція нарешті оголосять війну.
- У романі «Ельдорадо» Арман Сент-Жюст зраджує сера Персі Шовеліну, щоб врятувати життя Жанни Л'Анж, у яку він закохався, не знаючи, що сер Персі вже врятував її та перевіз у безпечне місце. Як і Девінн, Арманд страждає від скоєного, але сер Персі також прощає його.

Маргеріт, леді Блейкіні, також названа членом Ліги в книзі «Мам'зель Гільйотина», але невідомо, коли вона була офіційно зареєстрована. Ходять чутки, що принц-регент також є членом Ліги, але в оригінальному романі він відмовляється ні підтверджувати, ні спростовувати це, кажучи: «Мої губи запечатані!»; у романі «Невловимий Пімпернел» сер Персі розповідає Маргеріт, що йому довелося доповісти принцу, перш ніж приєднатися до неї на сільському святі.

## Хронологія романів серії
Орчі не публікувала свої оповідання про Пімпернела як сувору хронологічну серію, і насправді, налаштування книг у їхній послідовності публікацій можуть змінюватися вперед або назад у часі на місяці чи століття. У той час як деякі читачі із задоволенням спостерігають за розвитком автором персонажа Пімпернела, як він був усвідомлений, інші вважають за краще читати історії в історичній послідовності. Беручи до уваги випадкові розбіжності в датах подій (реальних і вигаданих), про які йдеться в оповіданнях, нижче наведено приблизний хронологічний перелік романів і оповідань Орчі «Скарлет Пімпернел»:
| Назва книги              | Період                  | Опубліковано | Примітки                                                      |
| ------------------------ | ----------------------- | ------------ | ------------------------------------------------------------- |
| Кавалер, що сміється     | Січень 1624             | 1914 рік     |                                                               |
| Перший сер Персі         | Березень 1624           | 1921 рік     |                                                               |
| Скарлет Пернел           | Вересень–жовтень 1792 р | 1905 рік     |                                                               |
| Сер Персі очолює банду   | Січень 1793 року        | 1936 рік     |                                                               |
| Пригоди Скарлета Пернела | 1793 рік                | 1929 рік     | дія кожного оповідання відбувається в інший місяць 1793 року. |
| Ліга Скарлета Пернела    | Липень 1793 року        | 1919 рік     |                                                               |
| Дитина революції         | Липень 1793–липень 1794 | 1932 рік     |                                                               |
| Я відплачу               | Серпень–вересень 1793 р | 1906 рік     |                                                               |
| Невловимий Пімпернел     | Вересень–жовтень 1793 р | 1908 рік     |                                                               |
| Дружина лорда Тоні       | Листопад–грудень 1793 р | 1917 рік     |                                                               |
| Шлях Скарлета Пернела    | кінець 1793 року        | 1933 рік     | одночасно з попередніми 2 або 3 романами                      |
| Ельдорадо                | Січень 1794 року        | 1913 рік     |                                                               |
| Мам'зель Гільйотина      | Січень 1794 року        | 1940 рік     | одночасно з Ельдорадо                                         |
| Тріумф Скарлета Пернела  | Квітень–липень 1794 р   | 1922 рік     |                                                               |
| Сер Персі відповідає     | Травень–червень 1794 р  | 1927 рік     |                                                               |
| На вулиці Монж (повість) | 1790-ті роки            | 1931 рік     | невідомо, коли встановлено, оскільки дати не згадуються       |
| Соняшник і розмарин      | 1922–1924 роки          | 1924 рік     |                                                               |

## Адаптації
Голлівуд рано й часто сприймав Пімпернела, хоча більшість фільмів про Пімпернела засновані на суміші оригінальної книги та іншого роману Орчі — Ельдорадо. Найвідомішим із фільмів про Пімпернела є «Скарлет Пімпернел» 1934 року з Леслі Говардом у головній ролі, який часто вважають остаточним зображенням та адаптацією.

### Фільми
У 1923 році Фред Террі та Джулія Нельсон придбали єдине право на виставу за п'єсою «Скарлет Пімпернел». Орчі подав до суду на обох, намагаючись вимагати окреме право на показ фільмів, але безуспішно. У результаті справи люди, які контролювали сценічну виставу відповідно до англійського Закону про авторське право, мали право створювати фільми з таким же правом.

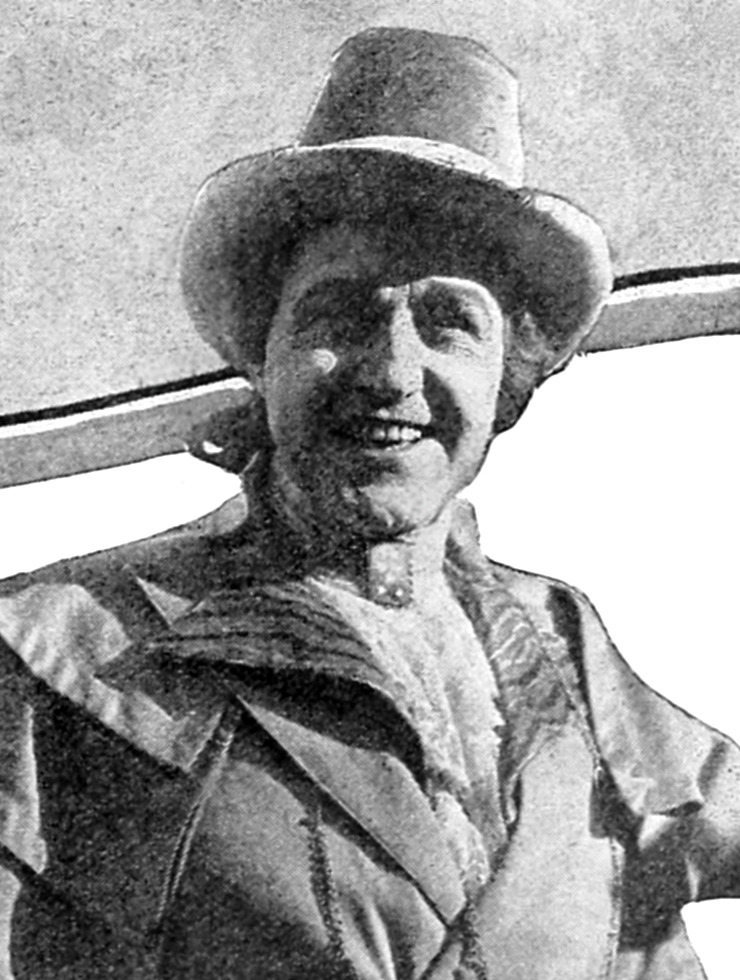
Дастін Фарнум на кадрі з фільму «Скарлет Пернел» (1917)

- Скарлет Пернел (1917; німий) з Дастіном Фарнумом, Вініфред Кінгстон та Вільямом Беррессом у головних ролях
- Невловимий Пімпернел (1919; німий) з Сесілом Гамфрісом, Мер Бланш і Норманом Пейджем у головних ролях
- Я відплачу (1923; німий) з Гербертом Голмсом у головній ролі
- Тріумф Скарлета Пімпернела (1928) з Метісоном Ленгом у головній ролі
- Скарлет Пімпернел (1934) з Леслі Говардом, Мерл Оберон і Реймондом Мессі в головних ролях
- Повернення Скарлета Пімпернела (1937) з Баррі К. Барнсом, Софі Стюарт і Френсісом Лістером у головних ролях
- Невловимий Пімпернел (1950), також відомий у СШАяк Войовничий Пімпернел , у головних ролях Девід Нівен, Маргарет Лейтон і Сіріл Кьюсак

### Етапи
- Скарлет Пімпернел (1903), п'єса, написана в співавторстві з баронесою Орчі та Монтегю Барстоу; випускався в Англії, відкрився в Ноттінгемі в 1903 році, потім переїхав до Лондона; відроджувався десять разів між 1905 і 1985 роками[17]
- Скарлет Пімпернел (1910), бродвейська постановка п'єси Орчі/Барстоу; пройшов лише 40 вистав[18]
- Скарлет Пімпернел (1997), бродвейський мюзикл, написаний Френком Вайлдгорном і написаний Нан Найтон; у постановці знялися Дуглас Сіллс у ролі сера Персі, Крістін Андреас у ролі Маргеріт і Терренс Манн у ролі Шовелена
- Скарлет Пімпернел (2008), японська адаптація в бродвейському стилі, у виконанні популярного жіночого Takarazuka Revue в Хіоґо та Токіо, Японія
- Скарлет Пімпернел (2011), Вища школа сценічних мистецтв Каутра-Парк, Міссісога, Онтаріо.
- Скарлет Пімпернел (2016), бродвейська версія 1997 року, перекладена японською мовою, у виконанні Umeda Art's Theatre[19] в Осаці та Токіо, Японія

### Телебачення
- BBC Sunday Night Theatre — три вистави в 1951, 1952 і 1953 роках за п'єсою, написаною баронесою Орчі у співавторстві з Монтегю Барстоу
  - Сезон 1, Епізод 6, 5 лютого 1950 року[20] у головних ролях Джеймс Карні в ролі сера Персі, Сідні Тафлер в ролі Шовелена та Маргарет Скотт у ролі Маргарити[21]
  - Епізод 2 сезону, 2 від 14 січня 1951 року[22] у головних ролях Джеймс Карні в ролі сера Персі, Теренс де марні у ролі Шовелена та Маргарет Скотт у ролі Маргарити[23]
  - Сезон 6, епізод 38, 18 вересня 1955 року[24] у головних ролях Тоні Бріттон у ролі сера Персі, Дуглас Вілмер у ролі Шовелена та Гаррієтти Джонс у ролі Маргарити[25]
- «Скарлет Пімпернел» (британський телесеріал ITV 1955—1956 років) з Маріус Ґорінґ у ролі сера Персі, Стенлі Ван Бірсом у ролі Шовелена та Патріком Троутоном у ролі сера Ендрю у головних ролях
- Шоу Дюпона Монтга 4 сезон 4 серія («Скарлет Пімпернел»), 18 грудня 1960 року[26] у головних ролях Майкл Ренні у ролі сера Персі, Морін О'хара у ролі Маргарити і Реджинальд Денні у ролі Шовелена[27]
- «День народження Пімпернелла»(1968), норвезький Телевізійний серіал, що транслюється NRK[28]
- «Скарлет Пімпернел» (1969), десятисерійний серіал BBC One з Антоном Роджерсом у ролі сера Персі, Діаною Флетчер в ролі Маргарити і Бернардом Гептоном в ролі Шовелена в головних ролях[29]
- «Скарлет Пімпернел» (1982), у головних ролях Ентоні Ендрюс у ролі сера Персі, Джейн Сеймур у ролі Маргарити і Іен Маккеллен у ролі Шовелена.[30]
- «Скарлет Пімпернел», два телесеріали по три серії в кожному (1999, 2000).[31] у головних ролях Річард Е. Грант у ролі сера Персі та Мартін Шов у ролі Шовелена. Елізабет Макговерн знялася в ролі Маргарити в першій серії; у другій ця героїня не з'являлася.

### Радіо
- Адаптація фільму 1934 року з Леслі Говардом у його оригінальній ролі та Олівією де Гевілленд у ролі Маргеріт була знята в 1938 році як частина серії Lux Radio Theatre .
- Радіосеріал за мотивами романів із Маріусом Ґорінґом у ролі Блейкіні був створений і синдикований у 1952–53 роках на NBC під керівництвом Гаррі Алана Тауерза через його виробничу компанію Towers of London.[32] Цей серіал не включав персонажа Маргеріт і підвищив персонажа лорда Ентоні «Тоні» Дьюхерста до заступника Блейкіні, тоді як другий персонаж романів, сер Ендрю Ффолкс, став менш важливим персонажем.
- Двосерійна адаптація для BBC Radio 4 з Джеймсом Пьюрфоєм у ролі сера Персі Блейкіні вийшла в ефір у грудні 2017 року.[33]

## Пародії та посилання в медіа
Роман спародіювали або використовували як вихідний матеріал у різноманітних засобах масової інформації, таких як фільми, телебачення, сценічні твори, література та ігри:
- Його спародіювали як короткометражний мультфільм Warner Bros. 1950 року, в якому знялися Даффі Дак, Скарлет Пімпернел.[34] У 2006 році компанія DC Direct випустила фігурку Скарлет Пімпернел, що зробило її однією з небагатьох, якщо не єдиною, іграшкою, створеною на основі Пімпернела.
- У 1953 році, після виступу Джека Кайла за збірну Ірландії з регбі проти Франції на Чемпіонаті п'яти націй цього року, спортивний журналіст Пол Маквіні адаптував рядки з твору, щоб привітати Кайла.[35]
- Скарлет Пімпернел був широко спародійований у фільмі «Не втрачай голову», де Сід Джеймс зіграв роль Чорного Нігтя, який допомагає французьким аристократам уникнути гільйотини, ховаючись за безглуздою зовнішністю британського аристократа сера Родні Ффінґа. У фільмі також знявся Джим Дейл у ролі його помічника, лорда Дарсі. Вони повинні врятувати до абсурду пихатого аристократа Чарльза Готрі з лап лиходійського Громадянина Камамбера (Кеннет Вільямс) та його поплічника Громадянина Біде (Пітер Баттерворт).[36]
- Пісня The Kinks 1966 року «Dedicated Follower of Fashion» містить два рядки з книги: «they seek him here, they seek him there»; ці слова також з'являються у фільмі 1993 року В ім'я батька, коли Джеррі Конлон (у виконанні Деніела Дей-Льюїса) повертається додому в Белфаст в одязі в стилі хіпі, який він придбав на лондонській вулиці Карнабі.[37]
- У третій серії Чорна гадюка, «Чорна гадюка Третій», епізод «Шляхта і шляхтачі» розповідає про огиду Блекейддера до захоплення англійського шляхетства Пімпернелом. Тім Макінерні відтворює версію свого персонажа «Сера Персі» з попередніх двох серій, який є альтер-его Пімпернела.
- У «Пісні про пустелю» героїчна «Червона тінь» має альтер-его, створене за зразком сера Персі.[38]
- Персонаж був спародійований у тривалому комедійному скетчі в Шоу Бенні Гілла (серія 11, епізод 1, 1980). Зображений самим Гіллом, «Скарлет Пімпернел» витрачає стільки ж часу на безуспішні переслідування жінок, скільки і на порятунок людей. Коли одна жінка неодноразово відкидає його залицяння, він роздратовано йде і фактично відмовляється рятувати наступну жінку, яку відправляють на гільйотину.
- Канадійська комедійна команда Вейна і Шустера створила в 1957 році комедійний скетч за мотивами «Скарлета Пімпернела» під назвою «Коричневий Пімпернел», в якому замість червоної квітки, як своєї візитівки, герой залишав після себе буханку пумпернікелю.[39][40]
- У 1972, Берт Ройнольдс зобразив «Лавандовий Пімпернель» у 5 сезоні серіалу «Шоу Керол Бернетт».
- Сер Персі та Маргарита згадуються як члени Ліги Видатних Джентльменів XVIII століття у графічних романах Aлана Мура та Кевіна О'Ніла, а також з'являються у «Чорному досьє» в розповідях Орландо та Фанні Гілл, з якими Персі та Маргарита, як виявляється, мали романтичні стосунки.
- Серія романів Лорен Вілліг, починаючи з «Таємної історії рожевої гвоздики» (2005), розповідає про пригоди соратників Скарлета Пімпернела, зокрема Фіолетової Тирлички (псевдонім лорда Річарда Селвіка), шпигунів у наполеонівську епоху.[41]
- У 1991 році Steve Jackson Games опублікував GURPS Scarlet Pimpernel, авторства Роберта Трейнора та Лізи Еванс, доповнення для гри в середовищі за допомогою рольової ігрової системи GURPS.[42]
- Події у фільмі 2003 року Володар морів відбувається у 1805 році. Тут розповідається про хлопчика на ім'я Блейкі, батька якого звуть сер Персі Блейкі, що свідчить про те, що він є сином Скарлета Пімпернела.
- Письменник Джеффрі Трейз написав свій пригодницький роман «Грім Вальмі» (1960; американська назва «Перемога під Вальмі») частково як відповідь на романи Орчі «Пімпернел», які, на його думку, давали дітям хибне уявлення про Французьку революцію.[43] «Грім Вальмі» розповідає про пригоди селянського хлопця П'єра Мерсьє на початку Революції та його переслідування тиранічним маркізом.[43]
- Відомого британського адвоката сера Десмонда Лоренца де Сільву, королівського адвоката, газети Фліт-стріт часто називають «Скарлетом Пімпернелем» через його дивну схильність відмазувати клієнтів, яким загрожує смертна кара за межами Великої Британії.[44]
- Письменниця Діана Петерфрейнд надихнулася Скарлетом Пімпернелем на написання книги «По той бік зоряного моря». Головна героїня, Персіс Блейк, вдає з себе поверхневу аристократку, а насправді є сумнозвісною шпигункою «Диким маком».
- У відеогрі Assassin's Creed: Unity, головний герой Aрно Доріан може зіткнутися з людиною, відомою як Багряна Троянда, лідером «Багряної ліги», роялістської організації, яка рятує аристократів від гільйотини. Однак пізніше з'ясовується, що Багряна Троянда — тамплієр, і Арно знищує його та Лігу.
- Дьюї Лембден у своїй книзі «Король, корабель і меч» віддав данину поваги Скарлету Пімпернелу в образі незграбного сера Пултені Пламба, відомого як «Жовта Пижма».
- «Тарзан живий: Остаточна біографія лорда Грейстока» Філіпа Хосе Фармера включає Скарлета Пімпернела як члена родини Волд Ньютонів. Фармер припускає, що сер Персі був присутній при падінні метеорита Вольд-Коттедж поблизу Вольд-Ньютона, Йоркшир, Англія, 13 грудня 1795 року. Він Скотт Еккерт написав два оповідання про Волда Ньютона за участю Скарлета Пімпернела, події яких відбуваються в 1795 році: «Він у пеклі?» і «Дикий мисливець». Еккерт також створив «вигадану генеалогію» Пімпернелів у своєму есе «Родовід Блейкі».
- В епізоді Фінеас і Ферб «Друзельштейновий день» на вечірку в замку на Геловін кілька персонажів одягаються як Скарлет Пімпернел. Це використовується для комедійного ефекту, оскільки один з Пімпернелів використовує інших як приманку, щоб уникнути свого батька, який не схвалює дівчину свого сина, оскільки вона є дочкою його заклятого ворога.
- В епізоді Качиних історій «Дружба ненавидить магію» Скарлет Пімпернел пародіюється як Скарлет Пімпербілл, якого Лаунчпед МакКвак плутає з Темним плащем через дуже схожий дизайн обох персонажів.
- У коміксі Doonesbury персонаж, якого звуть «Червоний Шахрай» має сюжетну лінію, яка пародіює оригінал.
- В епізоді Бабара «Товстошкірий Скарлет» головний герой є пародією на самого Скарлета Пімпернела.
- В епізоді Шоу Гекльберрі Гаунда «Месник без маски» Гекльберрі Гаунд одягає месника на ім'я «Пурпуровий цвях», очевидну пародію на Скарлета Пімпернела.

## Пізніше використання Пімпернела

### Тартановий Пімпернел
Натхненний назвою, Скарлет Пімпернел, Тартан Пімпернел — це прізвисько, дане преподобному Дональду Кескі (1902—1983), колишньому служителю паризької конгрегації Церкви Шотландії, за те, що він під час Другої світової війни допоміг втекти з окупованої Франції понад 2000 військовослужбовців Союзників.

### Американський Пімпернел
Варіан Фрай був 32-річним класиком і редактором із Гарвардської освіти з Нью-Йорка, який допоміг врятувати тисячі біженців, які перебували під загрозою зникнення, які опинилися у Франції Віші, допомагаючи їм врятуватися від нацистського терору під час Другої світової війни. Його історія описана в Американський Пімпернел: людина, яка врятувала художників зі списку смерті Гітлера.

### Скарлет Пімпернел Ватикану
Монсеньйор Г'ю О'Флаерті був ірландським священиком, який під час Другої світової війни врятував тисячі людей, британських і американських військовослужбовців і євреїв, перебуваючи у Ватикані в Римі. Його історія описана у двох книгах і фільмі:
- Дж. П. Ґаллаґер (1968), Скарлет Пімпернел Ватикану, Нью-Йорк: Coward-McCann
- Браян Флемінг (2008), The Ватиканський Пімпернел: Військові подвиги монсеньйора Г'ю О'Флаерті, Collins Press
- Червоне та чорне, телефільм 1983 року з Грегорі Пеком і Крістофером Пламмером у головних ролях

### Чорний Пімпернел
Гаральд Едельстам (1913—1989) — шведський дипломат. Під час Другої світової війни він отримав прізвисько Svarta nejlikan («Чорний Пімпернел») за допомогу норвезьким бійцям опору втекти від німців. Перебуваючи в Чилі в 1970-х роках, він організував втечу численних біженців від військової хунти Августо Піночета; це призвело його до конфлікту з режимом, і він був змушений залишити країну.
Це ім'я також було дано Нельсону Манделі до його арешту та тривалого ув'язнення за його діяльність проти апартеїду в Південній Африці через його ефективне використання маскувань, коли він уникав захоплення поліцією.

### Рауль Валленберг
Рауля Валленберга, шведського дипломата, безпосередньо надихнув «Пімпернел» Сміт, британський антинацистський пропагандистський трилер 1941 року, коли під час Другої світової війни він почати рятувати угорських євреїв. Фільм був заборонений у Швеції, але Валленберга та його сестру Ніну запросили на закритий показ у британському посольстві в Стокгольмі. Захоплена професором Смітом (у виконанні Леслі Говарда), який врятував тисячі євреїв від нацистів, Ніна заявила: «Ми думали, що фільм був чудовим. Коли ми встали з місць, Рауль сказав: „Це те, що я хотів би зробити“. Валленберг видав фальшиві паспорти, які ідентифікували євреїв як громадянина Швеції, і йому приписують порятунок щонайменше 15 000 євреїв. Він зник у Східній Європі після війни і, як вважають, помер у радянському таборі для полонених.

### Південна Африка
„За лаштунками Мандела дуже тісно співпрацював з Волтером Сісулу, якого зараз переслідувала поліція. З. К. Метьюз повідомив Cape AНК у червні, що Сісулу діяв за “залізною завісою» Транскею як Скарлет Пімпернел (до того, як Мандела успадкував титул): «Вони шукали його тут, вони шукали його там, вони шукали його всюди». Цитувати: Karis & Carter, Vol.3, op. цит., стор.128